# Russula integriformis
Russula integriformis är en svampart som tillhör divisionen basidiesvampar, och som beskrevs av Mauro Sarnari. Russula integriformis ingår i släktet kremlor, och familjen kremlor och riskor. Arten är reproducerande i Sverige.